# Nationale Straßen-Radsportmeister 2010
Die ersten Nationalen Straßen-Radsportmeisterschaften 2010 wurden im Januar in Australien und Neuseeland ausgetragen. In den meisten anderen Nationen finden die jeweiligen Austragungen Ende Juni statt.
| Nation                       | Straßenrennen – Männer        | Einzelzeitfahren – Männer | Straßenrennen – Frauen        | Einzelzeitfahren – Frauen     |
| ---------------------------- | ----------------------------- | ------------------------- | ----------------------------- | ----------------------------- |
| Albanien                     | Redi Halilaj                  |                           |                               |                               |
| Amerikanische Jungferninseln | Glenn Massiah                 | Juancito Gario            |                               |                               |
| Andorra                      |                               | David Albós               |                               |                               |
| Angola                       | Igor Silva                    | Igor Silva                |                               |                               |
| Antigua und Barbuda          | Cosmos Richardson             | Robert Francis Marsh      |                               | Tamiko Butler                 |
| Argentinien                  | Jorge Pi                      | Matías Médici             | Marcela Zárate                | Valeria Müller                |
| Aruba                        | George Winterdal              | Gino Hodge                |                               |                               |
| Australien                   | Travis Meyer                  | Cameron Meyer             | Ruth Corset                   | Amber Halliday                |
| Bahamas                      | Lee Farmer                    |                           | Linda Holowesko               | Amanda Graham                 |
| Barbados                     | Simon Clarke                  | Darren Matthews           |                               |                               |
| Belgien                      | Stijn Devolder                | Stijn Devolder            | Liesbet De Vocht              | Grace Verbeke                 |
| Belize                       | Leroy Casasola                | Byron Pope                | Shalini Zabaneh               | Shalini Zabaneh               |
| Benin                        | Aubierge Soglo                | Augustin Amoussouvi       |                               |                               |
| Bermuda                      | Geri Mewett                   | Garth Thomson             | Sarah Bonnett                 | Deanna McHullen Thomson       |
| Bolivien                     | Óscar Soliz                   | Óscar Soliz               | Valeria Escobar               | Valeria Escobar               |
| Brasilien                    | Murilo Fischer                | Luiz Amorim               |                               |                               |
| Brunei                       | Muhammad Raihaan Abd Aziz     | Muhammad Raihaan Abd Aziz |                               |                               |
| Britische Jungferninseln     | Chris Ghiorse                 | Darel Christopher         |                               |                               |
| Bulgarien                    | Danail Andonow Petrow         | Wladimir Koew             |                               |                               |
| Burkina Faso                 | Abdoul Wahab Sawadogo         |                           |                               |                               |
| Chile                        | Luis Fernando Sepúlveda       | Marco Arriagada           | Paola Muñoz                   | Olga Cisterna                 |
| Volksrepublik China          |                               |                           |                               |                               |
| Costa Rica                   | Henry Raabe                   | José Adrián Bonilla       |                               |                               |
| Dänemark                     | Nicki Sørensen                | Jakob Fuglsang            | Annika Langvad                | Annika Langvad                |
| Demokratische Republik Kongo | Bumba Dukwa                   |                           |                               |                               |
| Deutschland                  | Christian Knees               | Tony Martin               | Charlotte Becker              | Judith Arndt                  |
| Dominikanische Republik      | Deivy Capellán                | Augusto Sánchez           |                               | Hilda Castillo                |
| Ecuador                      | José Ragonessi                | Segundo Navarrete         | María Parra                   | María Parra                   |
| El Salvador                  | Mario Contreras               | Mario Contreras           | Evelyn García                 | Evelyn García                 |
| Elfenbeinküste               |                               |                           |                               |                               |
| Estland                      | Kalle Kriit                   | Tanel Kangert             |                               |                               |
| Finnland                     | Jussi Veikkanen               | Matti Helminen            | Carina Kirssi Ketonen         | Anna Lindström                |
| Frankreich                   | Thomas Voeckler               | Nicolas Vogondy           | Mélodie Lesueur               | Jeannie Longo-Ciprelli        |
| Gabun                        | Arnaud Ontsassi               | Arnaud Ontsassi           |                               |                               |
| Georgien                     | Giorgi Nadiradse              |                           |                               |                               |
| Ghana                        | Nuru Paddy                    |                           |                               |                               |
| Grenada                      | Sidney Walters                | Sidney Walters            |                               |                               |
| Griechenland                 | Ioannis Tamouridis            | Ioannis Tamouridis        | Elissavet Chantzi             | Elissavet Chantzi             |
| Großbritannien               | Geraint Thomas                | Bradley Wiggins           | Emma Pooley                   | Emma Pooley                   |
| Guatemala                    | Edgar Hoch                    | Manuel Rodas              |                               | Cindy Morales                 |
| Guyana                       | Warren McKay                  |                           | Hazina Barratt                |                               |
| Hongkong                     | Wang Yip Tang                 |                           | Sau Yee Ho                    |                               |
| Iran                         | Mahdi Sohrabi                 | Hossein Askari            |                               |                               |
| Irland                       | Matthew Brammeier             | David McCann              |                               |                               |
| Island                       | David Sigurdsson              | Gunnlaugur Jonasson       |                               |                               |
| Israel                       | Niv Libner                    | Eyal Rahat                | Inbar Ronen                   | Yarden Avidan                 |
| Italien                      | Giovanni Visconti             | Marco Pinotti             | Monia Baccaille               | Tatiana Guderzo               |
| Jamaika                      | Oneil Samuels                 | Oneil Samuels             |                               |                               |
| Japan                        | Takashi Miyazawa              | Shin’ichi Fukushima       |                               | Mayuko Hagiwara               |
| Cayman Islands               | Johan Heath                   | Steve Abbott              |                               |                               |
| Kamerun                      |                               |                           |                               |                               |
| Kanada                       | Will Routley                  | Svein Tuft                |                               | Julie Beveridge               |
| Kasachstan                   | Maxim Gurow                   | Andrei Misurow            |                               | Natalia Stefanskaja           |
| Katar                        |                               |                           |                               |                               |
| Kirgisistan                  | Eugen Wacker                  | Eugen Wacker              |                               |                               |
| Kolumbien                    | Félix Cárdenas                | Carlos Ospina             | Viviana Velásquez             | Ana Madrinan                  |
| Kroatien                     | Radoslav Rogina               | Matija Kvasina            | Marina Boduljak               | Jelena Gracin                 |
| Kuba                         | Raúl Granjel                  | Arnold Alcolea            | Yudelmis Domínguez            | Dalila Rodríguez              |
| Lesotho                      | Phetetso Monese               |                           |                               |                               |
| Lettland                     | Aleksejs Saramotins           | Raivis Belohvoščiks       |                               | Jelena Dovgaluk               |
| Libanon                      |                               |                           |                               |                               |
| Libyen                       | Fathi Al Tayeb                |                           |                               |                               |
| Liechtenstein                | Daniel Rinner                 | Daniel Rinner             |                               |                               |
| Litauen                      | Vytautas Kaupas               | Ignatas Konovalovas       | Aušrinė Trebaitė              |                               |
| Luxemburg                    | Fränk Schleck                 | Andy Schleck              | Christine Majerus             | Christine Majerus             |
| Madagaskar                   |                               |                           |                               |                               |
| Malawi                       | Missi Kathumba                |                           |                               |                               |
| Malaysia                     | Mohammed Adiq Husainie Othman |                           | Mariana Mohammad              |                               |
| Malta                        | Maurice Formosa               | Etienne Bonello           | Marie Claire Aquilina         |                               |
| Marokko                      | Mohammed Said El Ammoury      | Mouhssine Lahsaïn         |                               |                               |
| Mauritius                    | Hugo Caëtane                  | Yannick Lincoln           |                               |                               |
| Nordmazedonien               | Gorgy Pop Stefanov            | Joze Jovanov              | Dragana Zafirovska            |                               |
| Mexiko                       | Carlos López                  | Raúl Alcalá               | Verónica Leal                 | Verónica Leal                 |
| Moldau                       | Aleksandr Pliuşkin            | Sergiu Cioban             |                               |                               |
| Mongolei                     | Tuulchangain Tögöldör         | Tuulchangain Tögöldör     | Dschamsrangiin Öldsii-Solongo | Dschamsrangiin Öldsii-Solongo |
| Namibia                      | Joris Harteveld               | Jacques Celliers          | Heletje van Staden            | Chairm Shannon                |
| Neuseeland                   | Jack Bauer                    | Gordon McCauley           | Rushlee Buchanan              | Melissa Holt                  |
| Nicaragua                    | Roger Arteaga                 |                           |                               |                               |
| Niederlande                  | Niki Terpstra                 | Jos van Emden             | Loes Gunnewijk                | Marianne Vos                  |
| Niederländische Antillen     | Marc de Maar                  | Marc de Maar              | Gerda Fokker                  | Gerda Fokker                  |
| Nordkorea                    |                               |                           |                               |                               |
| Norwegen                     | Thor Hushovd                  | Edvald Boasson Hagen      |                               | Gunn Hilleren                 |
| Österreich                   | Harald Starzengruber          |                           | Andrea Graus                  |                               |
| Pakistan                     | Ali Wazir                     |                           | Rahila Bano                   |                               |
| Panama                       |                               |                           |                               |                               |
| Paraguay                     | Rubén Armoa                   | Gustavo Carlson           |                               |                               |
| Peru                         | Jorge Quispe                  | John Cunto                | Cinthya Dávila                | Maria Avendaño                |
| Philippinen                  | Eusebio Quiñones              | Merculio Ramos            |                               |                               |
| Polen                        | Jacek Morajko                 | Jarosław Marycz           | Malgorzta Jasinska            | Maja Włoszczowska             |
| Portugal                     | Rui Sousa                     | Rui Costa                 | Vanessa Fernandes             | Vanessa Fernandes             |
| Puerto Rico                  | Juan Martínez                 | Jaime Colón               | Marie Rosado                  | Fabiola Acaron                |
| Ruanda                       | Adrien Niyonshuti             |                           |                               |                               |
| Rumänien                     | Marian Frunzeanu              | George Daniel Anghelache  | Eniko Nagy                    | Beata Adrienne Pringer        |
| Russland                     | Alexander Kolobnew            | Wladimir Gussew           | Tatjana Antoschina            | Tatjana Antoschina            |
| Simbabwe                     | Isaac Banda                   | Yanjanani Sakala          |                               |                               |
| São Tomé und Príncipe        |                               |                           |                               |                               |
| Schweden                     | Michael Stevenson             | Gustav Larsson            | Emma Johansson                | Emilia Fahlin                 |
| Schweiz                      | Martin Elmiger                | Rubens Bertogliati        | Emily Aubry                   | Pascale Schnider              |
| Serbien                      | Žolt Der                      | Esad Hasanović            | Ivana Miucić                  | Jovana Krtinić                |
| Seychellen                   | Andy Rose                     | Andy Rose                 |                               |                               |
| Simbabwe                     | Dave Martin                   | Dave Martin               | Linda Rousseau                | Linda Davidson                |
| Singapur                     | Darren Low                    | Darren Low                | Siew Kheng Dinah Chan         |                               |
| Slowakei                     | Jakub Novák                   | Martin Velits             |                               | Alžbeta Pavlendová            |
| Slowenien                    | Gorazd Štangelj               | Gregor Gazvoda            |                               |                               |
| Spanien                      | José Iván Gutiérrez           | Luis León Sánchez         | Leire Olaberria               | Leire Olaberria               |
| St. Kitts und Nevis          | Reggie Douglas                | Reggie Douglas            | Kathryn Bertine               | Kathryn Bertine               |
| St. Lucia                    | Sammy Joseph                  | Kurt Maraj                |                               |                               |
| Südafrika                    | Christoff van Heerden         | Kevin Evans               | Cherise Taylor                | Cashandra Slingerland         |
| Suriname                     | Murwin Arumjo                 | Moses Rickets             |                               |                               |
| Taiwan                       | Chun Kai Feng                 |                           |                               |                               |
| Trinidad und Tobago          | Ryan Sabga                    | Marcus Carvalho           |                               |                               |
| Tschechien                   | Petr Benčík                   | František Raboň           | Martina Sabliková             | Martina Sabliková             |
| Tunesien                     | Rafaâ Chtioui                 | Ahmed M'Raihi             |                               |                               |
| Türkei                       | Behçet Usta                   | Kemal Küçükbay            |                               |                               |
| Uganda                       | David Matovu                  |                           |                               |                               |
| Ukraine                      | Witalij Popkow                | Witalij Popkow            | Nina Owtscharenko             | Hanna Solowej                 |
| Ungarn                       | Péter Kusztor                 | Péter Kusztor             | Krisztina Fay                 | Anikó Révész                  |
| Uruguay                      | Pablo Pintos                  | Jorge Soto                |                               |                               |
| Usbekistan                   | Sergey Lagutin                | Sergei Lagutin            |                               | Ruslan Karimov                |
| Venezuela                    | José Contreras                | Tomás Gil                 |                               |                               |
| Vereinigte Arabische Emirate | Yousef Mirza Bani Hammad      |                           |                               |                               |
| Vereinigte Staaten           | Ben King                      | Taylor Phinney            |                               |                               |
| Vietnam                      | Quốc Dung Trần                | Mai Công Hiếu             |                               |                               |
| Belarus                      | Aljaksandr Kuschynski         | Branislau Samojlau        | Aksana Papko                  | Aksana Papko                  |
| Zypern                       | Vassilis Adamou               | Vassilis Adamou           | Antria Christoforou           | Antria Christoforou           |